# Ernest Bandrowski
Ernest Tytus Bandrowski (ur. 3 stycznia 1853 w Rawie-Ruskiej, zm. 28 listopada 1920 w Krakowie) – polski nauczyciel, chemik, poseł, działacz społeczny. Współzałożyciel, honorowy dożywotni prezes Towarzystwa Szkoły Ludowej.

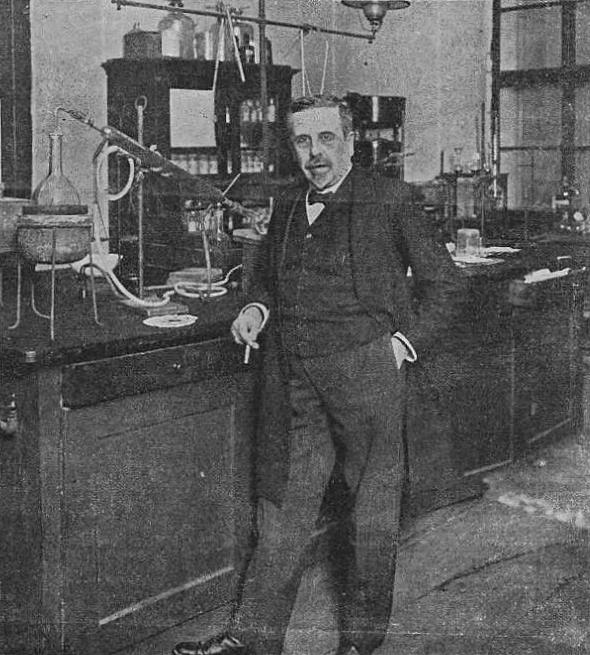
Ernest Bandrowski w laboratorium szkoły przemysłowej w Krakowie (ok. 1907)

## Życiorys
Urodził się 3 stycznia 1853 w Rawie Ruskiej. Był synem Mariana Bandrowskiego (urzędnika galicyjskiego) i Wilhelminy Ambros von Rechtenberg, bratem Juliusza Bandrowskiego i Aleksandra Bandrowskiego, stryjem Juliusza Kadena-Bandrowskiego.
Naukę gimnazjalną odbywał w Buczaczu, Stanisławowie i Lwowie. W 1874 ukończył studia na Wydziale Filozoficznym Uniwersytetu Franciszkańskiego we Lwowie. Po otrzymaniu stypendium z fundusze krajowego studiował chemię za granicą, m.in. u prof. Marcelego Nenckiego w Bernie oraz u prof. M. P. Berthelota w Paryżu. Po powrocie do kraju w 1877 uzyskał doktorat z chemii.
Został mianowany nauczycielem rzeczywistym 4 września 1877.
Został nauczycielem chemii ogólnej i rzeczywistej w Instytucie Techniczno-Przemysłowym w Krakowie, później przekształconego C. K. Państwową Szkołę Przemysłowej w Krakowie. Otrzymał veniam legendi z chemii ogólnej na Uniwersytecie Jagiellońskim, a w 1896 tytuł profesora nadzwyczajnego na UJ. Od 1898 przez osiem lat był kierownikiem Krakowskiej Wyższej Szkoły Handlowej.
Po śmierci Jana Rottera od 1906 pełnił stanowisko dyrektora (formalnie mianowany na stanowisko w 1907).
Od 1894 członek Akademii Umiejętności; został członkiem korespondentem. Był członkiem zarządu Polskiego Towarzystwa Demokratycznego w Krakowie. Od lat 80. był radnym w Krakowie. W latach 1908–1918 poseł na Sejm Galicyjski. W latach 1915–1920 piastował urząd wiceprezydenta Krakowa. Jeden z założycieli, prezes, a następnie dożywotnio honorowy prezes Towarzystwa Szkoły Ludowej i członek honorowy TSL. Zajmował się krystaloluminescencją i opisał kilka związków chemicznych, w tym kwas acetylenodikarboksylowy.
W 1898 został odznaczony Krzyżem Kawalerskim Orderu Franciszka Józefa.
Podczas I wojny światowej był zastępcą przewodniczącego komitetu krajowego Komisji Opieki nad Inwalidami Wojennymi w Krakowie. 8 lutego 1919 został wybrany wiceprezydentem Krakowa.
Pochowany na cmentarzu Rakowickim w Krakowie.

## Publikacje
- Badania nad kwasem propargylowym (propiolowym) (1881)
- O działaniu bromonitrobenzolów na parafenylenodwuamin (1901)[14]
- Wykład chemii nieorganicznej[15]
- Wykład chemii organicznej[16]